# Montaut, Landes

Montaut este o comună în departamentul Landes din sud-vestul Franței. În 2009 avea o populație de 554 de locuitori.

## Evoluția populației
| An        | 1975 | 1982 | 1990 | 1999 | 2006 | 2009 |
| --------- | ---- | ---- | ---- | ---- | ---- | ---- |
| Populație | 704  | 556  | 592  | 604  | 567  | 554  |